# Philipp Schoch
Philipp Schoch (Winterthur, 12 ottobre 1979) è uno snowboarder svizzero.

## Palmarès

### Olimpiadi
- Oro a Salt Lake City 2002 nello slalom gigante parallelo.
- Oro a Torino 2006 nello slalom gigante parallelo.

### Mondiali
- Argento a Arosa 2007 nello slalom gigante parallelo.
- Argento a Arosa 2007 nello slalom parallelo.